# Joris Veltman
Joris Andre Veltman (* 1971) ist ein niederländischer Molekular- und Humangenetiker. Er ist Professor für Translationale Genetik in der Medizinischen Fakultät der Radboud-Universität Nijmegen und in der Medizinischen Fakultät der Universität Maastricht.
Er wurde 2008 Assistenzprofessor in der Abteilung Humangenetik an der Medizinischen Hochschule in Nijmegen, erhielt 2013 eine volle Professur und wurde 2014 gleichzeitig Professor in Maastricht.
2016 erhielt er mit Han Brunner den König-Faisal-Preis in Medizin für die Entwicklung von Next Generation Sequencing und deren Anwendung in der klinischen Praxis. Sie entwickelten neue Microarray-basierte DNA-Analysemethoden zur Identifizierung von krankheitsrelevanten Genen, besonders bei Erbkrankheiten mit geistiger Behinderung (in diesem Bereich erforschte er mit seiner Gruppe lange Zeit den Zusammenhang von Geno- und Phänotyp), aber auch zum Beispiel bei Zystenleber (PCLD), männlicher Sterilität und angeborenen Stoffwechselerkrankungen.

## Schriften
- mit H. G. Brunner: De novo mutations in human genetic disease, Nature Review Genetics, Band 13, 2012, S. 565–575, PMID 22805709
- mit H. G. Brunner und anderen: A de novo paradigm for mental retardation, Nature Genetics, Band 42, 2010, S. 1109–1112, Pubmed
- mit anderen: Genome sequencing identifies major causes of severe intellectual disability, Nature Letters 2014, Online
- mit anderen: Diagnostic exome sequencing in persons with severe intellectual disability, New England J. Med., Band 367, 2012, S. 1921–1929, PMID 23033978